# Jan Eise Kromkamp
Jan Eise Kromkamp (Fochteloo, 18 januari 1955) is een Nederlandse inline-skater en schaatser. 
Kromkamp is nog altijd recordhouder in het aantal overwinningen op skeelers in de categorie A-rijders. Hij werd drie keer Nederlands kampioen op skeelers. In 1987 en 1988 won hij de titel op de marathon en in 1997 werd hij open Nederlands kampioen over 100km in het Friese Hallum. Als marathonschaatser won Kromkamp diverse klassiekers op natuurijs en enkele wedstrijden op kunstijs. Zijn grootste overwinning op schaatsen was de 200 kilometer lange Rottemerentocht in Zevenhuizen in 1991.